# المركز الطبي الإقليمي لجبل دابي
المركز الطبي الإقليمي لجبل دابي (بالصينية: 大别山区域医疗中心)هو مستشفى متخصص في علاج فيروس كورونا 2019 في منطقة هوانغتشو، هوانغقانغ، خوبي، الصين. تم تشييد المبنى في الأصل لاستخدامها حرمًا جامعيًا جديدًا لنقل مستشفى هوانغقانغ المركزي في النهاية. تم تحويله بسرعة إلى منشأة للحجر الصحي كاستجابة لجائحة فيروس كورونا 2019-20 التي نشأت في ووهان.

## التاريخ
بدأ بناء حرم المستشفى الجديد في عام 2013 واكتملت الهياكل في الحرم الجامعي في عام 2016 كمشروع طويل الأجل لنقل مستشفى هوانغقانغ المركزي. تم تنفيذ أعمال التجديد والتركيب للمعدات الطبية التي اكتملت غالبيتها في يناير 2020. [2] كان من المقرر أن يكون الحرم الجامعي جاهزًا لافتتاحه في مايو 2020.
نتيجة الانتشار السريع لفيروس كورونا المرتبط بالمتلازمة التنفسية الحادة الشديدة النوع 2 في ووهان، أعلنت السلطات الصينية في 24 يناير 2020 تحويل الحرم الجامعي بسرعة لعلاج مرضى الفيروس. بدأت أعمال تحويل الحرم الجامعي في 25 يناير 2020 بتحويل الحرم الفارغ إلى مستشفى بمشاركة أكثر من 500 عامل بناء وكهربائي ورجل شرطة. تم الانتهاء من الأعمال في 28 يناير 2020 بعد 48 ساعة وبدأ المستشفى في استقبال المرضى في الساعة 10:30 مساءً.

## التصميم
يتسع التصميم الأصلي للحرم الجامعي لنحو 2,000 سرير مستشفى.
إلا أنه كمبنى للحجر الصحي لجائحة فيروس كورونا، تبلغ سعة الحرم الجامعي نحو 1,000 سرير مستشفى فقط.